# Талми, Леонард
Леонард Талми (англ. Leonard Talmy; род. 17 июня 1942 года) — профессор лингвистики и философии в университете Буффало (штат Нью-Йорк). Один из родоначальников когнитивной лингвистики, в частности, известен исследованиями отношений между семантическими и формальными языковыми структурами, а также связей между семантическими типологиями и универсалиями. Специализируется на изучении языка идиш и языков американских индейцев.

## Книги
- Toward a Cognitive Semantics (2000) — two volumes
- The Attention System of Language (forthcoming)

## Публикации
- «The Relation of Grammar to Cognition»
- «Force Dynamics in Language and Cognition»
- «How Language Structures Space»
- «Fictive Motion in Language and `Ception'»
- «Lexicalization Patterns»
- «The Representation of Spatial Structure in Spoken and Signed Languages: a Neural Model»
- «Recombinance in the Evolution of Language»